# Chrysolina infernalis
Chrysolina infernalis – gatunek chrząszcza z rodziny stonkowatych i podrodziny Chrysomelinae.
Gatunek tan opisany został w 2007 roku przez Igora K. Łopatina na podstawie 12 okazów. Miejscem typowym są źródła rzeki Siergou.
Chrząszcz o podłużnym ciele długości około 8,5 mm. Boki ciała prawie równoległe, wierzch czarny z metalicznym połyskiem. Czułki i odnóża czarne. Punktowanie na nadustku wyraźne, na ciemieniu bardzo rozproszone i delikatne. Przedplecze najszersze pośrodku (tam 1,74 raza szersze niż długie); jego boki przed tym miejscem nieco łukowate, a za nim proste. Przednie kąty słabo wystające, zaokrąglone. Zgrubienia bocznych brzegów przedplecza tylko przy tylnych kątach oddzielone rządkiem punktów od reszty dysku, gdzie indziej nie oddzielone. Punktowanie przedplecza i  pokryw delikatne, na tych drugich nieco grubsze i ułożone w parzyste rządki. Krawędź wierzchołkowa szerokiego edeagusa samca jest łukowata.
Owad znany tylko z Syczuanu w Chinach.